# ۱،۴-سیکلوهپتادین
۱٬۴-سیکلوهپتادین (به انگلیسی: 1,4-Cycloheptadiene) با فرمول شیمیایی C7H10 یک ترکیب شیمیایی با شناسه پاب‌کم ۱۹۹۶۹ است؛ که جرم مولی آن ۹۴٫۱۵۷ g/mol می‌باشد. ۱٬۴-سیکلوهپتادین یک سیکلوآلکن‌ها با اشتعال‌پذیری بالا است که به صورت مایع شفاف دیده می‌شود.